# Микрорайоны Тбилиси

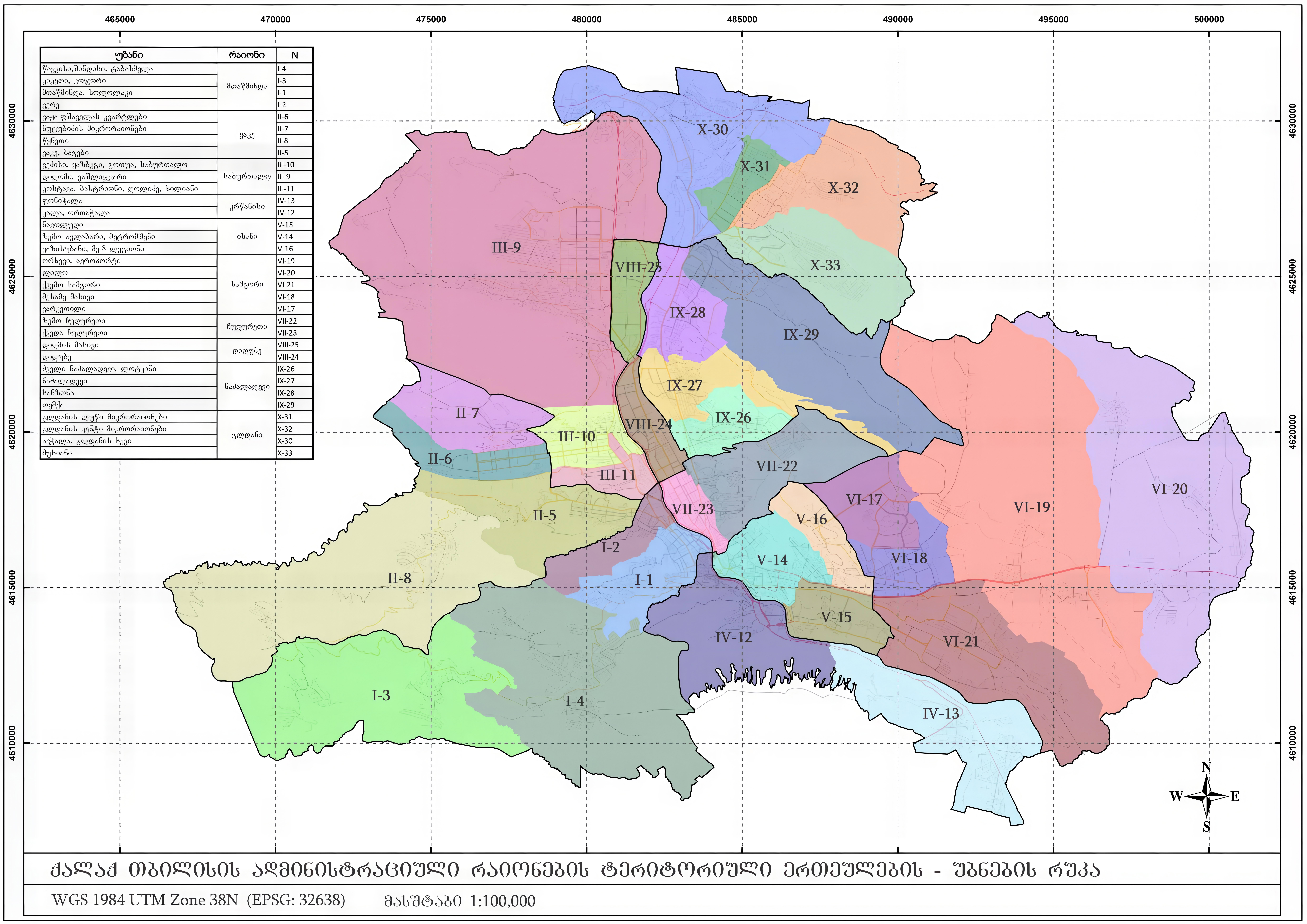
Карта микрорайонов (убанов) Тбилиси, утверждённая в 2014 году.

Настоящий список содержит перечень всех 33 микрорайонов (груз. უბანი, убани) города Тбилиси, столицы Грузии.
Критерием для включения в список является официальное утверждение микрорайона в качестве территориальной единицы согласно постановлению Тбилисского городского собрания (сакребуло) от 5 декабря 2014 года. Введение нового деления было направлено на повышение доступности муниципальных услуг для жителей.

## Список микрорайонов по районам

### Мтацминда(груз.მთაწმინდა)
- Мтацминда, Сололаки (груз. მთაწმინდა, სოლოლაკი) (I-1)
- Вере (груз. ვერე) (I-2)
- Кикети, Коджори (груз. კიკეთი, კოჯორი) (I-3)
- Цавкиси, Шиндси, Табахмела (груз. წავკისი, შინდისი, ტაბახმელა) (I-4)

### Ваке(груз.ვაკე)
- Ваке, Багеби (груз. ვაკე, ბაგები) (II-5)
- Кварталы Важа-Пшавела (груз. ვაჟა-ფშაველას კვარტლები) (II-6)
- Микрорайоны Нуцубидзе (груз. ნუცუბიძის მიკრორაიონები) (II-7)
- Цкнети (груз. წყნეთი) (II-8)

### Сабуртало(груз.საბურთალო)
- Дигоми, Вашлиджвари (груз. დიღომი, ვაშლიჯვარი) (III-9)
- Ведзиси, Казбеги, Готуа, Сабуртало (груз. ვეძისი, ყაზბეგი, გოთუა, საბურთალო) (III-10)
- Костава, Бахтриони, Долидзе, Хилиани (груз. კოსტავა, ბახტრიონი, დოლიძე, ხილიანი) (III-11)

### Крцаниси(груз.კრწანისი)
- Кала, Ортачала (груз. კალა, ორთაჭალა) (IV-12)
- Поничала (груз. ფონიჭალა) (IV-13)

### Исани(груз.ისანი)
- Земо-Авлабари, Метромшени (груз. ზემო ავლაბარი, მეტრომშენი) (V-14)
- Навтлуги (груз. ნავთლუღი) (V-15)
- Вазисубани, 8-й легион (груз. ვაზისუბანი, მე-8 ლეგიონი) (V-16)

### Самгори(груз.სამგორი)
- Варкетили[груз.] (груз. ვარკეთილი) (VI-17)
- Третий массив (груз. მესამე მასივი) (VI-18)
- Орхеви, Аэропорт (груз. ორხევი, აეროპორტი) (VI-19)
- Лило (груз. ლილო) (VI-20)
- Квемо-Самгори (груз. ქვემო სამგორი) (VI-21)

### Чугурети(груз.ჩუღურეთი)
- Земо-Чугурети (груз. ზემო ჩუღურეთი) (VII-22)
- Квемо-Чугурети (груз. ქვედა ჩუღურეთი) (VII-23)

### Дидубе(груз.დიდუბე)
- Дидубе (груз. დიდუბე) (VIII-24)
- Дигомский массив (груз. დიღმის მასივი) (VIII-25)

### Надзаладеви(груз.ნაძალადევი)
- Старый Надзаладеви, Лоткини (груз. ძველი ნაძალადევი, ლოტკინი) (IX-26)
- Надзаладеви (груз. ნაძალადევი) (IX-27)
- Санзона (груз. სანზონა) (IX-28)
- Темка (груз. თემქა) (IX-29)

### Глдани(груз.გლდანი)
- Авчала, Глданский овраг (груз. ავჭალა, გლდანის ხევი) (X-30)
- Чётные микрорайоны Глдани (груз. გლდანის ლუწი მიკრორაიონები) (X-31)
- Нечётные микрорайоны Глдани (груз. გლდანის კენტი მიკრორაიონები) (X-32)
- Мухиани (груз. მუხიანი) (X-33)